# الإصلاح الاقتصادي الجزئي
يتضمن الإصلاح الاقتصادي الجزئي (ويُشار إليه أحيانًا بالإصلاح الاقتصادي فقط) مجموعة من السياسات الهادفة إلى تحسين الكفاءة الاقتصادية، إما من خلال إزالة التشوهات أو الحد منها في قطاعات معينة من الاقتصاد، أو من خلال إصلاح السياسات العامة على مستوى الاقتصاد ككل، مثل السياسة الضريبية وسياسة المنافسة. ويُركّز هذا النوع من الإصلاح على تعزيز الكفاءة الاقتصادية بالدرجة الأولى، بدلاً من تحقيق أهداف أخرى مثل العدالة الاجتماعية أو زيادة معدلات التوظيف.
يشير "الإصلاح الاقتصادي" عادةً إلى إزالة القيود التنظيمية، أو تقليص دور الحكومة في الاقتصاد، بهدف الحد من التشوهات الناتجة عن التدخل الحكومي أو التنظيمات المفرطة. ولا يُقصد به عادةً سنّ لوائح جديدة أو توسيع البرامج الحكومية لمعالجة اختلالات السوق. وبهذا المعنى، تُصنَّف هذه السياسات ضمن تقاليد سياسة عدم التدخل، التي تُركّز على التشوهات الناتجة عن تدخل الدولة، بدلاً من الليبرالية التنظيمية، التي ترى في التدخل الحكومي وسيلة ضرورية لتعزيز الكفاءة الاقتصادية وتصحيح فشل السوق.

## الإصلاح الاقتصادي الجزئي في أستراليا
هيمنت سياسات الإصلاح الاقتصادي الجزئي على توجهات السياسة الاقتصادية في أستراليا منذ أوائل ثمانينيات القرن العشرين وحتى نهايته. وتُعد عملية تعويم الدولار الأسترالي في عام 1983 من أبرز المحطات التي غالبًا ما يُشار إليها كبداية لهذا التوجه الإصلاحي. ومن بين أبرز المبادرات السياسية الكبرى في إطار هذه الأجندة، حزمة الإصلاحات الضريبية التي تمحورت حول تطبيق ضريبة السلع والخدمات، والتي دخلت حيز التنفيذ في يوليو/تموز 2000، بالإضافة إلى خصخصة شركة الاتصالات "تيلسترا"، التي بدأت مراحلها عام 1998 واكتملت في عام 2006.
على الرغم من أن الإصلاح الاقتصادي الجزئي ارتبط بشكل أساسي بفترة ما بعد ثمانينيات القرن العشرين، إلا أن بعض مظاهره برزت في وقت سابق، لا سيما خلال فترة حكومة ويتلام، التي شهدت خفضًا كبيرًا للتعريفات الجمركية بنسبة 25%. كما أن بعض الإصلاحات التي انطلقت في تسعينيات القرن العشرين، مثل سياسة المنافسة الوطنية، لا تزال آثارها محل دراسة وتحليل حتى اليوم.
شملت أجندة السياسات المتعلقة بالإصلاح الاقتصادي الجزئي مجموعة من المبادرات التي استهدفت تعزيز الكفاءة الاقتصادية من خلال إعادة هيكلة القطاعات الاقتصادية المختلفة، ومن أبرز هذه السياسات:
- خفض الحماية الجمركية وإزالتها تدريجيًا.
- تحويل المؤسسات الحكومية إلى شركات وخصخصة المؤسسات التجارية الحكومية.
- تحرير الصناعات، بما في ذلك شركات الطيران.
- تطبيق أشكال جديدة من التنظيم في الصناعات الخاضعة للخصخصة والشركات.
- إصلاح النظام الضريبي.

## الإصلاح الاقتصادي الجزئي في جمهورية الصين الشعبية
الإصلاح الاقتصادي في الصين (بالصينية المبسطة: 改革开放؛ بالصينية التقليدية: 改革開放؛ بالبينيين: Gǎigé kāifàng) هو برنامج التغييرات الاقتصادية الذي يُعرف بـ"الاشتراكية ذات الخصائص الصينية" في جمهورية الصين الشعبية. بدأ هذا البرنامج في عام 1978 بقيادة البراجماتيين داخل الحزب الشيوعي الصيني، وعلى رأسهم دينج شياو بينج، ولا يزال مستمرًا حتى أوائل القرن الحادي والعشرين.
كان الهدف الرئيسي للإصلاح الاقتصادي الصيني هو توليد فائض القيمة الكافي لتمويل تحديث الاقتصاد في البر الرئيسي للصين. فشل الاقتصاد الاشتراكي الموجه، الذي كان يفضله المحافظون في الحزب الشيوعي الصيني، وكذلك محاولة الماويين لتحقيق قفزة عظيمة من الاشتراكية إلى الشيوعية في الزراعة الصينية عبر نظام الكوميونات، في تحقيق فائض القيمة المطلوب لهذا الغرض.
كان التحدي الأساسي في بداية الإصلاحات الاقتصادية هو إيجاد حلول لمشاكل تحفيز العمال والمزارعين على زيادة الإنتاج وتحقيق فائض أكبر، بالإضافة إلى معالجة الاختلالات الاقتصادية الشائعة في الاقتصادات الموجهة.
وقد ساعدت هذه الإصلاحات، التي انطلقت منذ عام 1978، في انتشال ملايين الأشخاص من الفقر، حيث انخفض معدل الفقر من 53% من السكان في عام 1981 إلى 8% بحلول عام 2001. 

## الإصلاح الاقتصادي الجزئي في الهند
بدأ التحرير الاقتصادي في الهند عام 1991 تحت قيادة رئيس الوزراء آنذاك بي في ناراسيمها راو ووزير المالية مانموهان سينغ. شمل هذا التحرير إلغاء تراخيص الاستثمار والصناعة والاستيراد، وإنهاء العديد من الاحتكارات العامة، بالإضافة إلى السماح بالموافقة التلقائية على الاستثمار الأجنبي المباشر في العديد من القطاعات.
منذ ذلك الحين، استمر الاتجاه العام للتحرير الاقتصادي بغض النظر عن الحزب الحاكم، رغم أن أي حكومة لم تواجه حتى الآن جماعات ضغط قوية مثل النقابات العمالية والمزارعين، أو لم تتناول قضايا مثيرة للجدل مثل إصلاح قوانين العمل وخفض الدعم الزراعي.
كان لتلك الإصلاحات الاقتصادية تأثير إيجابي ملموس على الهند، حيث شهدت البلاد منذ عام 1990 معدلات نمو اقتصادي مرتفعة، وبرزت كواحدة من أغنى الاقتصادات في العالم النامي. خلال هذه الفترة، استمر الاقتصاد في النمو مع وقوع بعض النكسات الكبرى فقط. كما صاحبت هذه الإنجازات تحسناً في مؤشرات التنمية البشرية، شملت زيادة متوسط العمر المتوقع، وارتفاع معدلات الإلمام بالقراءة والكتابة، وتحسين الأمن الغذائي.

## الإصلاح الاقتصادي في إيران
المقالة الرئيسية: خطة الإصلاح الاقتصادي في إيران

## الإصلاح الاقتصادي في نيوزيلندا
بعد الانتخابات المبكرة التي جرت في نيوزيلندا عام 1984، شرع وزير المالية الجديد، روجر دوغلاس، في تنفيذ إصلاحات سريعة للاقتصاد النيوزيلندي. ويرجع جزئيًا سبب تسارع هذه الإصلاحات إلى أزمة العملة التي نشأت نتيجة رفض الحكومة السابقة تخفيض قيمة الدولار النيوزيلندي.
شملت السياسات خفض الدعم الحكومي والحواجز التجارية، وخصخصة الأصول العامة، بالإضافة إلى السيطرة على التضخم عبر تدابير مستمدة من النظرية النقدية. وقد اعتبر بعض أعضاء حزب العمال النيوزيلندي، الذي كان يقوده دوغلاس، هذه السياسات خيانةً للمبادئ التقليدية للحزب. ورغم تراجع حزب العمال لاحقًا عن بعض هذه السياسات، إلا أنها أصبحت العقيدة الأساسية للحزب في النهاية.
أسفرت الإصلاحات عن إنشاء إطار تنظيمي يشجع بشكل كبير على ممارسة الأعمال التجارية. ففي دراسة أجريت عام 2008، صنفت نيوزيلندا بنسبة 99.9% في مؤشر "حرية الأعمال"، و80% في مؤشر "الحرية الاقتصادية" بشكل عام. وأشارت الدراسة إلى أن تأسيس شركة في نيوزيلندا يستغرق في المتوسط 12 يومًا فقط، مقارنة بمتوسط عالمي يبلغ 43 يومًا. كما شملت المؤشرات المقاسة حقوق الملكية، وظروف سوق العمل، وضوابط الحكومة، ومستوى الفساد، حيث وُصف الفساد بأنه "شبه منعدم" وفقًا لدراسة مؤسسة التراث وصحيفة وول ستريت جورنال.

## الإصلاح الاقتصادي في الاتحاد السوفييتي وروسيا
بدأت الإصلاحات الاقتصادية في الاتحاد السوفيتي مع تقديم سياسة البيريسترويكا (بالروسية: перестройка)، والتي أطلقها الزعيم السوفيتي ميخائيل غورباتشوف في يونيو 1985. وتعني الكلمة حرفيًا "إعادة الهيكلة"، في إشارة إلى إعادة هيكلة الاقتصاد السوفيتي بهدف تحسين الكفاءة الاقتصادية وتقليص دور التخطيط المركزي.
خلال الفترة الأولى من حكم ميخائيل غورباتشوف (1985–1987)، ركّز على فكرة "التسريع" (بالروسية: ускорение، Uskoreniye) في محاولة لتحسين أداء الاقتصاد السوفيتي عبر تعديل آليات التخطيط المركزي، دون إدخال تغييرات جوهرية حقيقية. لاحقًا، تبنّى غورباتشوف وفريقه من المستشارين الاقتصاديين إصلاحات أعمق أصبحت تُعرف باسم البيريسترويكا (بالروسية: перестройка)، والتي هدفت إلى إعادة هيكلة الاقتصاد السوفيتي جذريًا.

## الإصلاح الاقتصادي في أفريقيا
بدأ الإصلاح الاقتصادي في أفريقيا في مختلف أنحاء القارة في منتصف تسعينيات القرن العشرين. قبل ذلك، فشلت جهود الإصلاح التي رعتها الجهات المانحة على مدى عقدين في مساعدة معظم اقتصادات بلدان جنوب الصحراء الكبرى على تجاوز العجز المالي وعجز ميزان المدفوعات. خلال منتصف التسعينيات، انتهت عدة حروب أهلية وبدأت موجة من الديمقراطية، حيث سجل معدل النمو الاقتصادي 1.2% سنويًا بين عامي 1994 و1997، وهو أعلى معدل خلال ذلك الجيل. ومع ذلك، كان هذا النمو نتيجة لعملية التكيف الهيكلي التي قادتها الجهات المانحة، والتي جاءت في إطار الحفاظ على الوضع الراهن. بدأ معدل النمو في التراجع بعد عام 1998، وعادت الحروب الأهلية للظهور مرة أخرى بحلول ذلك الوقت. أدى استمرار فشل الإصلاحات لعقدين إلى جعل العديد من الدول الأفريقية غير قادرة على قيادة إصلاح اقتصادي جديد.

## الإصلاح الاقتصادي في كوريا الشمالية
كوريا الشمالية دولة شيوعية تعتمد على نظام تخطيط اقتصادي مركزي. بسبب القضية النووية المستمرة، أصبحت معزولة سياسيًا واقتصاديًا عن باقي الدول. لذلك، بدت محاولات الإصلاح الاقتصادي المتكررة غير ناجحة حتى الآن.
اقتصاد كوريا الشمالية يعتمد بشكل كبير على صناعة الدفاع، في حين تم تجاهل صناعة السلع الاستهلاكية وفقًا لسياسة الجوتشي. في إطار الخطة الاقتصادية الثالثة الممتدة لسبع سنوات (1987-1993)، هدفت جمهورية كوريا الديمقراطية الشعبية إلى التركيز على الصناعة القائمة على التكنولوجيا ومعالجة مشكلة ندرة الكهرباء. ومع ذلك، لم تحقق هذه الخطة نتائج مرضية. ومن بين الأسباب الرئيسية لذلك، تدهور العلاقات مع شركائها التجاريين وفقدان الحلفاء الداعمين. ردت كوريا الشمالية بمحاولة جذب المستثمرين الأجانب من خلال دعم المشاريع المشتركة وفتح بعض مناطق التجارة الحرة، إلا أن هذه السياسات لم تكن فعالة بسبب عوامل متعددة. بالإضافة إلى ذلك، واجهت البلاد نفقات عسكرية ضخمة لتأمين زعيمها من التهديدات الداخلية والخارجية.
وفي وقت لاحق من عام 2002، قامت كوريا الشمالية بمحاولة أخرى لإجراء إصلاح تحريري للسوق، حيث حاولت الحكومة السماح لقوى العرض والطلب بتحديد الأسعار، والتي كانت في السابق خاضعة لسيطرة الحكومة المركزية. كما منحت بعض الصلاحيات للمنتجين المحليين لاتخاذ قرارات اقتصادية بشكل مستقل. إلى جانب سياسة اللامركزية هذه، واصلت كوريا الشمالية أيضًا جهودها لجذب المستثمرين الأجانب عبر عدة إجراءات، منها خفض قيمة عملتها وإنشاء منطقة سينويجو الإدارية الخاصة.
ومع ذلك، تبدو محاولات كوريا الشمالية لإصلاح اقتصادها متناقضة مع أنظمة الأمن الصارمة التي تحكمها. فهدف كيم جونج إيل المعروف باسم "كانغ سونغ تايجوك" أو "الأمة الغنية والجيش القوي" يبدو بعيد المنال. هذا وضعه في معضلة كبيرة، حيث أن فتح البلاد قد يسهل نجاح الإصلاحات الاقتصادية، لكنه في الوقت ذاته قد يهدد استقرار نظامها الدكتاتوري. 